# NGC 7174
NGC 7174 (другие обозначения — PGC 67881, ESO 466-40, IRAS21592-3214, MCG −5-52-10, HCG 90D, VV 698, AM 2159—321) — галактика в созвездии Южная Рыба.
Этот объект входит в число перечисленных в оригинальной редакции «Нового общего каталога».
В ходе изучения фотографий, сделанных телескопом «Хаббл» в 2006 году, было обнаружено, что галактики NGC 7173 и NGC 7176 собственной гравитацией разрывают находящуюся между ними спиральную галактику NGC 7174 на части.